# Segunda División de México 1976-77
La Temporada 1976-77 de la Segunda División de México fue el XXVIII torneo de la historia de la segunda categoría del fútbol mexicano. El Club de Fútbol Atlante se proclamó campeón tras vencer a los Gallos Blancos UAQ en la serie final por el campeonato. Los azulgranas retornaron a la Primera División un año después de haber descendido a la Segunda categoría.

## Cambios
- San Luis ascendió a Primera División.
- Atlante descendió desde el máximo circuito.
- Tuberos de Veracruz ascendió desde Tercera División.
- Inter de Acapulco perdió la categoría.
- Universidad de Nayarit regresó a su denominación original, Deportivo Tepic.
- Halcones de Saltillo cambió de nombre y sede a Jaguares de Colima tras ser adquirido por otros propietarios.
- Atlético Tepeji cambió de nombre y sede a Ciudad Sahagún, pasando a llamarse Frailes.
- La franquicia de Naucalpan se trasladó a Cuernavaca, donde pasó a tomar el nombre de Deportivo Morelos.
- Correcaminos UAT cambió de sede a Ciudad Madero, en donde adoptó el nombre de Bravos.

## Formato de competencia
Los veinticuatro equipos se dividen en cuatro grupos de ocho seis manteniendo los juegos entre los 24 en formato de todos contra todos a visita recíproca en 46 jornadas. Los dos primeros lugares de cada agrupación se clasifican a la liguilla en donde los ocho clubes se reparten en dos grupos de cuatro conjuntos siendo los líderes los que jugarán la final por el campeonato a visita recíproca.  Por su parte, el último lugar en puntaje descenderá a la Tercera División.

## Equipos participantes

### Equipos por Entidad Federativa
| Entidad Federativa | N.º | Equipos                                             |
| ------------------ | --- | --------------------------------------------------- |
| Guanajuato         | 4   | Celaya, Irapuato, Salamanca y Tecnológico de Celaya |
| Tamaulipas         | 3   | Tampico, Bravos y Victoria                          |
| Hidalgo            | 2   | Pachuca y Sahagún                                   |
| Jalisco            | 2   | Nacional y Tapatío                                  |
| Michoacán          | 2   | La Piedad y Morelia                                 |
| Morelos            | 2   | Cuautla y Morelos                                   |
| Querétaro          | 2   | Estudiantes de Querétaro y Gallos Blancos UAQ       |
| Veracruz           | 2   | Córdoba y Tuberos                                   |
| Distrito Federal   | 1   | Atlante                                             |
| Colima             | 1   | Colima                                              |
| Estado de México   | 1   | UAEM                                                |
| Nayarit            | 1   | Tepic                                               |
| Puebla             | 1   | Nuevo Necaxa                                        |

### Información sobre los equipos participantes
| Equipo                  | Ciudad                           | Estadio                      |
| ----------------------- | -------------------------------- | ---------------------------- |
| Atlante                 | México, D.F.                     | Azteca                       |
| Atlético Morelia        | Morelia, Michoacán               | Venustiano Carranza          |
| Bravos de Ciudad Madero | Ciudad Madero, Tamaulipas        | Tamaulipas                   |
| Celaya                  | Celaya, Guanajuato               | Miguel Alemán Valdés         |
| Colima                  | Colima, Colima                   | Colima                       |
| Córdoba                 | Córdoba, Veracruz                | Rafael Murillo Vidal         |
| Cuautla                 | Cuautla, Morelos                 | Isidro Gil Tapia             |
| Estudiantes Querétaro   | Santiago de Querétaro, Querétaro | Municipal de Querétaro       |
| Irapuato                | Irapuato, Guanajuato             | Irapuato                     |
| La Piedad               | La Piedad, Michoacán             | Juan N. López                |
| Morelos                 | Cuernavaca, Morelos              | Centenario                   |
| Nacional                | Ciudad Guzmán, Jalisco           | Municipal Santa Rosa         |
| Nuevo Necaxa            | Nuevo Necaxa, Puebla             | 14 de Diciembre              |
| Pachuca                 | Pachuca, Hidalgo                 | Revolución Mexicana          |
| Gallos Blancos UAQ      | Santiago de Querétaro, Querétaro | Municipal de Querétaro       |
| Salamanca               | Salamanca, Guanajuato            | El Molinito                  |
| Sahagún                 | Ciudad Sahagún, Hidalgo          | Fray Bernardino de Sahagún   |
| Tampico                 | Tampico, Tamaulipas              | Tamaulipas                   |
| Tapatío                 | Autlán, Jalisco                  | Unidad Deportiva Chapultepec |
| Tecnológico de Celaya   | Celaya, Guanajuato               | Miguel Alemán Valdés         |
| Tepic                   | Tepic, Nayarit                   | Nicolás Álvarez Ortega       |
| Tuberos de Veracruz     | Veracruz, Veracruz               | Veracruzano                  |
| U.A.E.M.                | Toluca, Estado de México         | Toluca 70'                   |
| Victoria                | Ciudad Victoria, Tamaulipas      | Marte R. Gómez               |

## Grupos

### Grupo 1
| Pos. | Equipo                   | Pts. | PJ | G  | E  | P  | GF | GC | Dif. | Clasificación               |
| ---- | ------------------------ | ---- | -- | -- | -- | -- | -- | -- | ---- | --------------------------- |
| 1    | Atlante (C)              | 66   | 46 | 27 | 12 | 7  | 75 | 33 | +42  | Cuadrangular de la liguilla |
| 2    | Tampico                  | 53   | 46 | 19 | 15 | 12 | 58 | 51 | +7   | Cuadrangular de la liguilla |
| 3    | Estudiantes de Querétaro | 50   | 46 | 19 | 12 | 15 | 65 | 48 | +17  |                             |
| 4    | Deportivo Tepic          | 40   | 46 | 13 | 14 | 19 | 66 | 78 | −12  |                             |
| 5    | Salamanca                | 36   | 46 | 12 | 12 | 22 | 37 | 59 | −22  |                             |
| 6    | Celaya (D)               | 27   | 46 | 6  | 15 | 25 | 46 | 83 | −37  | Descenso de categoría       |

 Fuente: RSSSF

### Grupo 2
| Pos. | Equipo                | Pts. | PJ | G  | E  | P  | GF | GC | Dif. | Clasificación               |
| ---- | --------------------- | ---- | -- | -- | -- | -- | -- | -- | ---- | --------------------------- |
| 1    | Tecnológico de Celaya | 53   | 46 | 20 | 13 | 13 | 73 | 62 | +11  | Cuadrangular de la liguilla |
| 2    | Ciudad Sahagún        | 50   | 46 | 16 | 18 | 12 | 58 | 52 | +6   | Cuadrangular de la liguilla |
| 3    | Ciudad Victoria       | 41   | 46 | 12 | 17 | 17 | 52 | 64 | −12  |                             |
| 4    | Tapatío               | 33   | 46 | 11 | 11 | 24 | 41 | 65 | −24  |                             |
| 5    | Pachuca               | 30   | 46 | 10 | 10 | 26 | 59 | 97 | −38  |                             |
| 6    | Ciudad Madero         | 29   | 46 | 10 | 9  | 27 | 54 | 77 | −23  |                             |

 Fuente: RSSSF

### Grupo 3
| Pos. | Equipo           | Pts. | PJ | G  | E  | P  | GF | GC | Dif. | Clasificación               |
| ---- | ---------------- | ---- | -- | -- | -- | -- | -- | -- | ---- | --------------------------- |
| 1    | Nuevo Necaxa     | 65   | 46 | 25 | 15 | 6  | 72 | 32 | +40  | Cuadrangular de la liguilla |
| 2    | UAEM             | 52   | 46 | 19 | 14 | 13 | 70 | 59 | +11  | Cuadrangular de la liguilla |
| 3    | Córdoba          | 49   | 46 | 17 | 15 | 14 | 61 | 57 | +4   |                             |
| 4    | Colima           | 46   | 46 | 17 | 12 | 17 | 61 | 68 | −7   |                             |
| 5    | Atlético Morelia | 44   | 46 | 13 | 18 | 15 | 49 | 48 | +1   |                             |
| 6    | Cuautla          | 34   | 46 | 11 | 12 | 23 | 51 | 92 | −41  |                             |

 Fuente: RSSSF

### Grupo 4
| Pos. | Equipo              | Pts. | PJ | G  | E  | P  | GF | GC | Dif. | Clasificación               |
| ---- | ------------------- | ---- | -- | -- | -- | -- | -- | -- | ---- | --------------------------- |
| 1    | Gallos Blancos UAQ  | 58   | 46 | 21 | 16 | 9  | 75 | 38 | +37  | Cuadrangular de la liguilla |
| 2    | Irapuato            | 58   | 46 | 25 | 8  | 13 | 70 | 40 | +30  | Cuadrangular de la liguilla |
| 3    | Morelos             | 58   | 46 | 20 | 18 | 8  | 54 | 32 | +22  |                             |
| 4    | Nacional            | 49   | 46 | 20 | 9  | 17 | 66 | 51 | +15  |                             |
| 5    | Tuberos de Veracruz | 43   | 46 | 14 | 15 | 17 | 52 | 59 | −7   |                             |
| 6    | La Piedad           | 40   | 46 | 11 | 18 | 17 | 48 | 68 | −20  |                             |

 Fuente: RSSSF

## Tabla general
| Pos. | Equipo                   | Pts. | PJ | G  | E  | P  | GF | GC | Dif. | Clasificación               |
| ---- | ------------------------ | ---- | -- | -- | -- | -- | -- | -- | ---- | --------------------------- |
| 1    | Atlante (C)              | 66   | 46 | 27 | 12 | 7  | 75 | 33 | +42  | Cuadrangular de la liguilla |
| 2    | Nuevo Necaxa             | 65   | 46 | 25 | 15 | 6  | 72 | 32 | +40  | Cuadrangular de la liguilla |
| 3    | Gallos Blancos UAQ       | 58   | 46 | 21 | 16 | 9  | 75 | 38 | +37  | Cuadrangular de la liguilla |
| 4    | Irapuato                 | 58   | 46 | 25 | 8  | 13 | 70 | 40 | +30  | Cuadrangular de la liguilla |
| 5    | Morelos                  | 58   | 46 | 20 | 18 | 8  | 54 | 32 | +22  |                             |
| 6    | Tecnológico de Celaya    | 53   | 46 | 20 | 13 | 13 | 73 | 62 | +11  | Cuadrangular de la liguilla |
| 7    | Tampico                  | 53   | 46 | 19 | 15 | 12 | 58 | 51 | +7   | Cuadrangular de la liguilla |
| 8    | UAEM                     | 52   | 46 | 19 | 14 | 13 | 70 | 59 | +11  | Cuadrangular de la liguilla |
| 9    | Estudiantes de Querétaro | 50   | 46 | 19 | 12 | 15 | 65 | 48 | +17  |                             |
| 10   | Ciudad Sahagún           | 50   | 46 | 16 | 18 | 12 | 58 | 52 | +6   | Cuadrangular de la liguilla |
| 11   | Nacional                 | 49   | 46 | 20 | 9  | 17 | 66 | 51 | +15  |                             |
| 12   | Córdoba                  | 49   | 46 | 17 | 15 | 14 | 61 | 57 | +4   |                             |
| 13   | Colima                   | 46   | 46 | 17 | 12 | 17 | 61 | 68 | −7   |                             |
| 14   | Atlético Morelia         | 44   | 46 | 13 | 18 | 15 | 49 | 48 | +1   |                             |
| 15   | Tuberos                  | 43   | 46 | 14 | 15 | 17 | 52 | 59 | −7   |                             |
| 16   | Ciudad Victoria          | 41   | 46 | 12 | 17 | 17 | 52 | 64 | −12  |                             |
| 17   | Deportivo Tepic          | 40   | 46 | 13 | 14 | 19 | 66 | 78 | −12  |                             |
| 18   | La Piedad                | 40   | 46 | 11 | 18 | 17 | 48 | 68 | −20  |                             |
| 19   | Salamanca                | 36   | 46 | 12 | 12 | 22 | 37 | 59 | −22  |                             |
| 20   | Cuautla                  | 34   | 46 | 11 | 12 | 23 | 51 | 92 | −41  |                             |
| 21   | Tapatío                  | 33   | 46 | 11 | 11 | 24 | 41 | 65 | −24  |                             |
| 22   | Pachuca                  | 30   | 46 | 10 | 10 | 26 | 59 | 97 | −38  |                             |
| 23   | Ciudad Madero            | 29   | 46 | 10 | 9  | 27 | 54 | 77 | −23  |                             |
| 24   | Celaya (D)               | 27   | 46 | 6  | 15 | 25 | 46 | 83 | −37  | Descenso de categoría       |

 Fuente: RSSSF

## Resultados
| Local \ Visitante | ATT | BRA | CEL | COL | COR | CUA | EST | IRA | LPD | MOR | MOS | NAC | NEC | PAC  | QUE | SAL | SAH | TAM | TAP | TEC | TEP | TUB | UEM | VIC |
| ----------------- | --- | --- | --- | --- | --- | --- | --- | --- | --- | --- | --- | --- | --- | ---- | --- | --- | --- | --- | --- | --- | --- | --- | --- | --- |
| Atlante           | —   | 3–0 | 3–0 | 3–2 | 0–0 | 3–0 | 2–0 | 2–1 | 1–0 | 0–0 | 0–0 | 3–0 | 1–0 | 3–0  | 0–0 | 4–0 | 2–0 | 5–1 | 1–0 | 4–1 | 3–1 | 1–1 | 1–0 | 3–0 |
| Bravos            | 2–1 | —   | 5–0 | 0–1 | 1–2 | 3–3 | 1–2 | 1–0 | 1–1 | 3–2 | 0–0 | 1–3 | 1–1 | 0–2  | 2–0 | 2–0 | 1–2 | 1–2 | 1–2 | 0–1 | 3–1 | 2–3 | 3–3 | 1–0 |
| Celaya            | 1–3 | 1–2 | —   | 3–3 | 2–2 | 2–2 | 1–0 | 0–1 | 1–1 | 1–1 | 1–1 | 2–0 | 1–4 | 1–1  | 0–4 | 0–1 | 3–1 | 2–0 | 0–1 | 2–5 | 1–2 | 2–0 | 0–0 | 0–0 |
| Colima            | 3–0 | 1–0 | 2–1 | —   | 0–2 | 1–0 | 2–0 | 2–1 | 3–1 | 3–3 | 1–1 | 1–4 | 1–1 | 5–1  | 0–2 | 1–0 | 1–0 | 0–1 | 1–0 | 5–5 | 4–1 | 1–1 | 3–0 | 2–1 |
| Córdoba           | 2–1 | 1–1 | 2–1 | 2–2 | —   | 1–1 | 0–3 | 2–0 | 2–3 | 2–1 | 0–0 | 2–0 | 1–2 | 3–0  | 2–1 | 2–1 | 1–1 | 1–2 | 1–0 | 0–0 | 1–1 | 1–1 | 2–0 | 3–0 |
| Cuautla           | 0–2 | 2–0 | 2–1 | 2–0 | 5–3 | —   | 0–0 | 0–1 | 0–0 | 1–0 | 1–2 | 1–2 | 0–0 | 1–1  | 0–4 | 0–1 | 0–0 | 3–2 | 2–1 | 1–5 | 2–1 | 2–1 | 1–1 | 2–4 |
| Estudiantes       | 0–2 | 2–1 | 4–0 | 1–1 | 2–3 | 1–1 | —   | 3–4 | 3–1 | 3–0 | 1–1 | 1–1 | 2–1 | 3–0  | 0–0 | 4–0 | 0–2 | 0–0 | 2–0 | 2–0 | 3–1 | 2–1 | 4–1 | 1–0 |
| Irapuato          | 0–1 | 1–0 | 2–1 | 3–1 | 3–0 | 5–2 | 2–1 | —   | 2–0 | 0–0 | 3–0 | 1–1 | 0–3 | 2–1  | 2–0 | 3–0 | 0–1 | 0–0 | 2–1 | 1–0 | 5–1 | 6–1 | 1–0 | 3–1 |
| La Piedad         | 1–1 | 1–1 | 2–1 | 1–1 | 0–0 | 3–0 | 2–1 | 1–0 | —   | 0–2 | 1–1 | 1–0 | 0–0 | 3–1  | 0–3 | 2–3 | 1–1 | 1–2 | 2–1 | 0–0 | 4–1 | 0–0 | 1–1 | 1–1 |
| Morelia           | 1–2 | 1–0 | 1–1 | 0–1 | 0–1 | 4–2 | 2–2 | 0–0 | 0–0 | —   | 1–0 | 1–1 | 0–1 | 1–0  | 0–1 | 2–0 | 2–2 | 1–0 | 2–0 | 2–1 | 0–1 | 5–2 | 2–1 | 0–1 |
| Morelos           | 3–1 | 2–0 | 3–2 | 2–0 | 1–0 | 2–1 | 1–1 | 1–0 | 4–0 | 2–0 | —   | 1–2 | 1–1 | 3–0  | 1–0 | 2–1 | 0–0 | 3–0 | 2–0 | 0–0 | 2–1 | 2–0 | 2–1 | 1–0 |
| Nacional          | 0–2 | 3–2 | 3–0 | 3–1 | 1–1 | 5–0 | 0–1 | 1–0 | 3–1 | 2–1 | 1–0 | —   | 1–1 | 3–0  | 2–0 | 2–0 | 2–2 | 0–1 | 1–0 | 4–1 | 3–1 | 0–0 | 0–1 | 5–1 |
| Nuevo Necaxa      | 0–1 | 2–0 | 2–0 | 1–1 | 1–0 | 4–1 | 1–1 | 1–1 | 5–0 | 4–2 | 1–1 | 3–1 | —   | 1–0  | 0–1 | 2–0 | 3–1 | 2–1 | 3–1 | 2–0 | 0–1 | 1–1 | 4–0 | 1–1 |
| Pachuca           | 0–1 | 4–3 | 3–1 | 1–0 | 0–1 | 2–0 | 2–2 | 2–2 | 2–2 | 0–0 | 0–1 | 3–1 | 1–3 | —    | 0–0 | 0–0 | 2–2 | 3–1 | 4–0 | 3–4 | 1–3 | 1–1 | 3–1 | 4–1 |
| UAQ               | 1–1 | 1–0 | 1–1 | 3–0 | 3–1 | 7–1 | 2–1 | 2–0 | 4–2 | 1–1 | 1–0 | 2–1 | 1–1 | 3–0  | —   | 3–1 | 1–1 | 0–0 | 1–0 | 5–1 | 1–2 | 1–1 | 0–1 | 4–0 |
| Salamanca         | 0–0 | 4–1 | 1–0 | 1–0 | 3–2 | 0–0 | 0–1 | 0–1 | 1–2 | 1–1 | 1–1 | 2–0 | 0–1 | 5–2  | 2–1 | —   | 0–0 | 1–1 | 0–1 | 0–1 | 1–1 | 2–0 | 0–2 | 0–0 |
| Ciudad Sahagún    | 1–3 | 3–2 | 2–1 | 0–0 | 1–0 | 1–1 | 1–0 | 0–1 | 3–0 | 0–0 | 0–0 | 0–2 | 0–1 | 2–1  | 2–2 | 2–0 | —   | 1–1 | 2–1 | 2–0 | 3–0 | 3–2 | 1–3 | 3–1 |
| Tampico           | 1–1 | 2–1 | 2–3 | 2–1 | 3–2 | 1–3 | 2–0 | 2–2 | 1–0 | 1–1 | 0–0 | 1–0 | 0–1 | 10–0 | 2–2 | 0–0 | 2–1 | —   | 2–1 | 1–1 | 1–0 | 2–0 | 0–0 | 0–1 |
| Tapatío           | 1–0 | 1–1 | 1–1 | 4–2 | 1–0 | 2–1 | 0–1 | 0–1 | 2–1 | 0–0 | 2–1 | 1–1 | 1–1 | 2–1  | 1–1 | 1–2 | 0–1 | 1–2 | —   | 0–0 | 1–1 | 2–3 | 1–0 | 1–4 |
| Tec Celaya        | 4–2 | 3–1 | 0–0 | 2–0 | 3–1 | 4–1 | 0–2 | 1–0 | 0–2 | 1–1 | 0–0 | 4–1 | 0–1 | 3–1  | 0–0 | 3–0 | 2–1 | 0–1 | 1–1 | —   | 4–1 | 3–2 | 2–1 | 2–1 |
| Tepic             | 3–0 | 4–1 | 1–1 | 0–0 | 2–2 | 2–1 | 1–1 | 1–4 | 4–0 | 0–2 | 1–1 | 0–0 | 2–3 | 2–1  | 0–1 | 2–2 | 2–2 | 4–0 | 1–1 | 1–1 | —   | 2–3 | 1–1 | 2–0 |
| Tuberos           | 1–1 | 0–1 | 2–0 | 0–1 | 0–1 | 0–1 | 1–0 | 1–0 | 1–0 | 2–1 | 0–0 | 1–0 | 0–0 | 5–2  | 2–2 | 1–0 | 0–0 | 0–1 | 2–0 | 3–0 | 0–1 | —   | 3–1 | 1–1 |
| UAEM              | 0–0 | 1–1 | 2–1 | 4–0 | 2–2 | 5–1 | 3–1 | 1–1 | 2–2 | 1–1 | 3–1 | 1–0 | 0–1 | 4–2  | 1–0 | 2–0 | 3–2 | 0–0 | 3–0 | 2–2 | 5–4 | 3–1 | —   | 1–0 |
| Ciudad Victoria   | 1–1 | 2–0 | 2–2 | 4–0 | 1–1 | 2–0 | 1–0 | 0–2 | 1–1 | 0–0 | 2–1 | 1–0 | 2–0 | 1–1  | 2–2 | 0–0 | 2–2 | 1–1 | 3–3 | 1–2 | 2–1 | 1–1 | 1–2 | —   |

## Liguilla por el título

### Grupo A
| Pos. | Equipo       | Pts. | PJ | G | E | P | GF | GC | Dif. | Clasificación     |
| ---- | ------------ | ---- | -- | - | - | - | -- | -- | ---- | ----------------- |
| 1    | Atlante      | 9    | 6  | 4 | 1 | 1 | 13 | 5  | +8   | Acceso a la final |
| 2    | UAEM         | 8    | 6  | 4 | 0 | 2 | 12 | 9  | +3   |                   |
| 3    | Nuevo Necaxa | 5    | 6  | 2 | 1 | 3 | 5  | 10 | −5   |                   |
| 4    | Tampico      | 2    | 6  | 1 | 0 | 5 | 7  | 13 | −6   |                   |

 Fuente: RSSSF

#### Resultados
| Local \ Visitante | ATT | NEC | TAM | UEM |
| ----------------- | --- | --- | --- | --- |
| Atlante           | —   | 4–0 | 2–0 | 2–0 |
| Nuevo Necaxa      | 1–1 | —   | 1–0 | 3–1 |
| Tampico           | 2–3 | 2–0 | —   | 3–4 |
| UAEM              | 2–1 | 2–0 | 3–0 | —   |

### Grupo B
| Pos. | Equipo                | Pts. | PJ | G | E | P | GF | GC | Dif. | Clasificación     |
| ---- | --------------------- | ---- | -- | - | - | - | -- | -- | ---- | ----------------- |
| 1    | Gallos Blancos UAQ    | 9    | 6  | 3 | 3 | 0 | 10 | 5  | +5   | Acceso a la final |
| 2    | Ciudad Sahagún        | 7    | 6  | 2 | 3 | 1 | 9  | 8  | +1   |                   |
| 3    | Irapuato              | 5    | 6  | 2 | 1 | 3 | 8  | 9  | −1   |                   |
| 4    | Tecnológico de Celaya | 3    | 6  | 1 | 1 | 4 | 7  | 12 | −5   |                   |

 Fuente: RSSSF

#### Resultados
| Local \ Visitante | IRA | QUE | SAH | TEC |
| ----------------- | --- | --- | --- | --- |
| Irapuato          | —   | 0–1 | 1–0 | 2–1 |
| UAQ               | 2–1 | —   | 2–2 | 3–0 |
| Cd. Sahagún       | 2–2 | 1–1 | —   | 3–2 |
| Tec Celaya        | 3–2 | 1–1 | 0–1 | —   |

### Final
La serie final del torneo enfrentó a los equipos del Atlante y los Gallos Blancos UAQ. Siendo la ida en la Ciudad de México y la vuelta en suelo queretano.
| 31 de mayo de 1977 | Atlante | 4-2 | Gallos Blancos UAQ | Estadio Azteca, México, D.F. |  |

| 5 de junio de 1977                                                                | Gallos Blancos UAQ | 1-2 | Atlante | Municipal de Querétaro, Santiago de Querétaro |  |
| Atlante campeón de la Temporada 1976-77 y asciende a Primera División. Global 3-6 |                    |     |         |                                               |  |

|                              |
| Atlante Campeón 1.er título. |